# Jessen (Spremberg)
Jessen, niedersorbisch Jaseń, war ein Dorf in der Niederlausitz, das 1972/1973 vollständig umgesiedelt und später vom Braunkohlentagebau Welzow-Süd abgebaggert wurde.

## Lage

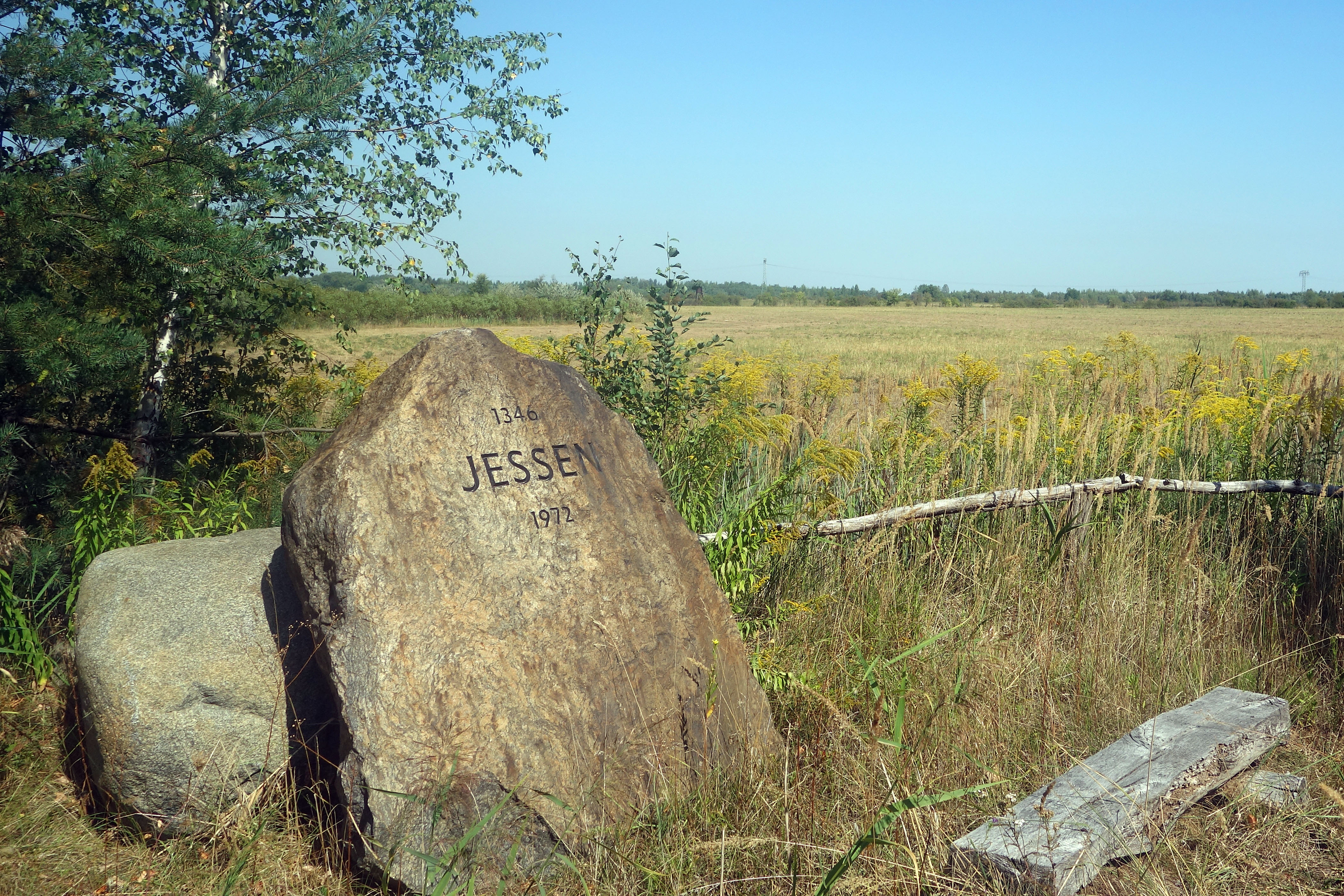
Jessen-Gedenkstein

Jessen lag westlich von Spremberg. Der Ort trug die offizielle Bezeichnung Jessen/NL, da es den Ortsnamen Jessen mehrfach in Deutschland gab. In früheren Jahrhunderten führte mit der Zuckerstraße eine Handelsstraße am Ort vorbei, die Mitteldeutschland mit Schlesien verband.
Die Gemeinde existiert nicht mehr. An den Ort erinnert heute eine Erinnerungsstätte mit einem Gedenkstein. Der Findling mit der Inschrift „Jessen 1346–1972“ steht an einer Stelle direkt am Fürst-Pückler-Radweg, wo bereits seit 1970 eine Gedenktafel zu finden ist. Der Gedenkstein wurde 1991 auf der Höhe der früheren Dorfmitte aufgestellt. Jedoch war er dort nur schwer zu erreichen, weshalb er 2009 an den neuen Standort in der Erinnerungsstätte versetzt wurde. Eine Straße in diesem Gebiet wurde nach der Gemeinde benannt.

## Geschichte
Die erste urkundliche Erwähnung geht auf das Jahr 1346 zurück. Als Teil der Herrschaft Cottbus gehörte es schon früh zur Mark Brandenburg. Es bildete zusammen mit Stradow, Straußdorf und Wolkenberg eine Exklave innerhalb des seit 1370 böhmischen und ab 1635 sächsischen Markgraftums Niederlausitz, zu dem etwa die Nachbardörfer Roitz und Pulsberg gehörten. Erst 1815 infolge der Teilung des Königreiches Sachsen im Zuge des Wiener Kongresses wurde Jessen in den neu geschaffenen Landkreis Spremberg eingegliedert, der zum Regierungsbezirk Frankfurt/Oder der Provinz Brandenburg gehörte. Für das Jahr 1844 waren in Jessen 47 Wohngebäude, eine Windmühle und eine Ziegelei verzeichnet. Letztere war bis kurz vor dem Abbruch des Ortes in Betrieb und produzierte unter anderem Dachziegel. In dem Dorf gab es ein Rittergut, welches zu dieser Zeit von der Familie Schleemüller aus Berlin belehnt wurde.
Das Dorf hatte eine Kirche, die um 1500 errichtet worden war. Später wurden die umliegenden Gemeinden Gosda, Proschim, Pulsberg und Terpe nach Jessen eingepfarrt. Der Kirchturm ist erst 1877 errichtet worden. Der letzte Gottesdienst fand am 3. Oktober 1971 statt, da im Zuge der Abbaggerung des Dorfes auch dessen Kirche abgerissen wurde. Während ihre Orgel in der Kirche in Graustein einen neuen Standort fand, wurden der aus dem Jahr 1601 stammende Altar und das Taufbecken in der Spremberger Kreuzkirche bzw. deren Gemeindehaus aufgestellt. Die Tür der Jessener Kirche steht heute in Heimatmuseum Spremberg.
Jessen wurde 1907 an die neu gebaute Bahnstrecke Proschim-Haidemühl–Spremberg angeschlossen, die den Ort bis 1947 mit bis zu sechs Zugpaaren täglich bediente. Nach deren Einstellung fuhr noch die Spremberger Stadtbahn, bis Ende der 1950er Jahre ein Busverkehr eingerichtet wurde.
1972 wurde mit der Umsiedlung Jessens begonnen, diese wurde im folgenden Jahr abgeschlossen. Insgesamt wurden 650 Menschen umgesiedelt. Am 31. Dezember 1972 wurde Jessen nach Pulsberg eingemeindet, seit der Eingemeindung von Pulsberg im Januar 1974 gehört die Ortsflur von Jessen zur Stadt Spremberg.

## Einwohnerentwicklung
Die nachfolgende Tabelle zeigt die Entwicklung der Einwohnerzahl von Jessen.
| Datum   | Einwohner |
| ------- | --------- |
| 1880/84 | 411       |
| 1885    | 490       |
| 1939    | 583       |
| 1946    | 576       |
| 1972/73 | 650       |

Aus Jessen siedelten 1972/1973 offiziell 650 Einwohner um. Die meisten zogen in den Spremberger Stadtteil Georgenberg, wo zu diesem Zweck 408 Wohnungen errichtet wurden.
Der Ort lag im niedersorbischen Siedlungsgebiet. Der Anteil der Sorbisch sprechenden Einwohner verringerte sich jedoch im Laufe der Zeit. Für den Zeitraum 1880/84 werden in einer Untersuchung von Arnošt Muka 389 sorbische Einwohner und 22 deutsche Einwohner genannt. Für die Orte in der näheren Umgebung werden im gleichen Zeitraum in der gleichen Untersuchung die in der nachfolgenden Tabelle gezeigten, erheblich anderen Anteile ermittelt. Für das Jahr 1956 wurden nur noch 5 Einwohner mit sorbischen Sprachkenntnissen genannt.
| Ort        | Sorbische Einwohner | Deutsche Einwohner | Gesamt | Anteil der Sorben (%) |
| ---------- | ------------------- | ------------------ | ------ | --------------------- |
| Jessen     | 389                 | 22                 | 411    | 95                    |
| Stradow    | 350                 | 23                 | 373    | 94                    |
| Straußdorf | 86                  | 11                 | 97     | 89                    |
| Wolkenberg | 318                 | 11                 | 329    | 97                    |
| Pulsberg   | 150                 | 452                | 602    | 25                    |
| Roitz      | 175                 | 178                | 353    | 50                    |
| Spremberg  | 375                 | 11119              | 11494  | 3                     |

## Infrastruktur
Im Dorf gab es eine Kirche, eine Schule, mehrere Läden und Gasthäuser, ein Gut und einen Bahnhof.

## Persönlichkeiten
- Paul Friedrich Bronisch (1830–1898) war ein in Jessen geborener sorbischer Pfarrer und Schriftsteller.